# Сборная США по футболу (до 20 лет)
Сборная США по футболу до 20 лет (англ. United States men's national under-20 soccer team) — представляет США на молодёжных соревнованиях по футболу в категории до 20 лет. Контролируется Федерацией футбола США. Регулярно участвует в Чемпионате КОНКАКАФ до 20 лет и Чемпионате мира по футболу до 20 лет.

## История
В 1981 году дебютировали на Молодёжном чемпионате мира, на котором с 1997 года являются постоянными участниками. Наибольший успех достигли на Чемпионате мира по футболу среди молодёжных команд 1989 года в Саудовской Аравии, заняв четвёртое место, когда обыграли Ирак в четвертьфинале прежде, чем проиграть Нигерии в овертайме в полуфинале, и Бразилии в матче за третье место.
В 2017 и 2018 годах завоевали Чемпионат КОНКАКАФ.

## Титулы
- Молодёжный чемпионат мира
  - 14 участий
  - Лучшее: второе место (2009, 2013)
- Молодёжный чемпионат КОНКАКАФ
  - 20 участий
  - Лучшее: чемпион (2017)